# Magnetbord
Ett magnetbord är ett bord gjort i något magnetiskt material, ofta en metall, t.ex. järn.
Magnetiska krafter lockar till sig det som magnetbordet ämnar suga fast. Beroende på arbetsstyckets storlek finns det magnetbord i olika storlekar. Magnetbord används ofta vid planslipning. Särskilt vid uppspänning av låga arbetsstycken av stål eller gjutjärn. Ett magnetbord kan även användas för att fästa dekorativa utsmyckningar. Som exempel kan man numera köpa så kallade "sminkmagnetbord" för att fästa smink, eller andra vackra saker om man så vill.